# Otite moyenne
 Mise en garde médicale
L'otite moyenne regroupe plusieurs maladies inflammatoires de l'oreille moyenne. On distingue principalement l'otite moyenne aiguë (OMA) et l'otite moyenne avec épanchement (OME). L'AOM est une infection soudaine qui se manifeste généralement par des douleurs à l’oreille. Chez les jeunes enfants, elle peut entraîner des tiraillements de l’oreille, des pleurs fréquents et un sommeil perturbé. Une perte d’appétit et de la fièvre peuvent également apparaître. L'OME, en revanche, ne provoque généralement aucun symptôme. Certains décrivent une sensation d’oreille bouchée. Elle se caractérise par la présence de liquide non infecté dans l’oreille moyenne pendant plus de trois mois. L'otite moyenne chronique suppurée (OMCS) est une inflammation persistante de l’oreille moyenne qui entraîne un écoulement pendant plus de trois mois. Elle peut résulter d’une OMA. La douleur est rare. Les trois formes d’otite moyenne peuvent être associées à une perte auditive,. Dans le cas de l’OME, sa nature chronique peut affecter les capacités d’apprentissage d’un enfant.
La cause de l'OMA est liée à l'anatomie et au système immunitaire de l’enfant. Elle peut être d’origine bactérienne ou virale. Parmi les facteurs de risque figurent l’exposition à la fumée, l’utilisation de tétines et la fréquentation d’une garderie. L’OMA est plus fréquente chez les peuples autochtones, ainsi que chez les personnes atteintes d'une fente labiale et palatine ou du trisomie 21,. L'OME survient souvent après une OMA et peut être liée à des infections virales des voies respiratoires supérieures, à des irritants comme la fumée ou à des allergies,. L’examen du tympan est essentiel pour poser un diagnostic précis. Les signes caractéristiques de l’OMA incluent un gonflement ou une absence de mouvement de la membrane tympanique lors d’une insufflation d’air,. L’apparition d’un nouvel écoulement, non lié à une otite externe, est également un indicateur diagnostique.
Plusieurs mesures permettent de réduire le risque d’otite moyenne, notamment la vaccination contre le pneumocoque et la grippe, l’allaitement et l’évitement du tabac. Dans le cas de l’OMA, l’utilisation d’analgésiques est essentielle. Ceux-ci incluent le paracétamol (acétaminophène), l'ibuprofène, les gouttes auriculaires à base de benzocaïne ou, dans certains cas, des opioïdes. Les antibiotiques peuvent accélérer la guérison, mais ils peuvent aussi entraîner des effets secondaires. Ils sont généralement recommandés pour les personnes atteintes d’une forme sévère de la maladie ou pour les enfants de moins de deux ans. Pour les formes plus légères, ils ne sont souvent prescrits que si l’état du patient ne s’améliore pas après deux ou trois jours. L’amoxicilline est généralement l’antibiotique de première intention. Chez les personnes sujettes aux infections fréquentes, la pose de les tubes de tympanostomie peut aider à prévenir les récidives. Pour les enfants souffrant d’OME, les antibiotiques peuvent favoriser la résorption du liquide, mais ils peuvent aussi provoquer des effets indésirables comme la diarrhée, des vomissements ou une éruption cutanée.
À l’échelle mondiale, l’OMA touche environ 11 % de la population chaque année, soit entre 325 et 710 millions de cas,. La moitié des cas concernent des enfants de moins de cinq ans, et la maladie est plus fréquente chez les hommes,. Parmi les personnes atteintes, environ 4,8 % (soit 31 millions de personnes) développent une otite moyenne chronique suppurée (OMCS). Le nombre total de personnes souffrant d’OMCS est estimé entre 65 et 330 millions. Avant l’âge de dix ans, environ 80 % des enfants sont touchés par une OME à un moment donné. L’otite moyenne a été responsable de 3 200 décès en 2015, contre 4 900 en 1990,.